# Magdiwang
Magdiwang ist eine philippinische Stadtgemeinde in der Provinz Romblon, in der Verwaltungsregion IV-B, Mimaropa. Sie hat 14.142 Einwohner (Zensus 1. August 2015). Sie wird als Gemeinde der fünften Einkommensklasse auf den Philippinen und als teilweise urbanisiert eingestuft.
Die Topographie der Gemeinde ist gekennzeichnet durch das Gebirge auf der Insel Sibuyan, dessen höchster Gipfel der 2.058 Meter hohe Guiting-guiting ist. Kleinere Teile des Mount Guiting-guiting Natural Park liegen auf dem Gebiet der Gemeinde. Ihre Nachbargemeinden sind San Fernando im Süden und Cajidiocan im Osten, die lange und schmale Küstenebene grenzt an die Sibuyan-See. 

## Baranggays
Die Gemeinde setzte sich 2011 aus neun Barangays zusammen:
| - Agsao - Agutay - Ambulong - Dulangan - Ipil - Jao-asan - Poblacion - Silum - Tampayan |

## Weblink
- Informationen der Philippine Statistics Authority über Magdiwang